# 傑克·阿德爾斯坦
傑克·阿德爾斯坦（英語：Jake Adelstein，1969年3月28日—）是美國記者、犯罪作家和博客。曾出版《東京罪惡：一個美籍記者的日本警方採訪實錄》一書。

## 生涯
阿德爾斯坦於美國密蘇里州長大，19歲時搬到日本，在上智大學學習日本文學。1993年，阿德爾斯坦成為《讀賣新聞》報紙的第一位非日本籍職員，並且於該公司工作了12年。離開《讀賣新聞》後，阿德爾斯坦發表了一篇揭露後藤忠政與聯邦調查局（FBI）達成交易以及到加利福尼亞大學洛杉磯分校（UCLA）進行肝臟移植的文章。2009年，阿德爾斯坦出版了回憶錄《東京罪惡：一個美籍記者的日本警方採訪實錄》，他在書中指責後藤忠政曾威脅要殺害他。
阿德爾斯坦後來成為調查日本人口販賣的記者，經常向《每日野獸》、《Vice新聞》、《日本時報》和其他出版社投稿，也是燈塔：人口販運受害者中心的董事會成員和顧問。
2011年4月19日，阿德爾斯坦對國家地理提起訴訟，該電視頻道曾聘請他幫忙製作一部關於極道的紀錄片。一個月後，阿德爾斯坦在與電視頻道達成和解後撤回了訴訟。

## 作品
- 《東京罪惡：一個美籍記者的日本警方採訪實錄》（Tokyo Vice: An American Reporter on the Police Beat in Japan）（2009年）
- 《The Last Yakuza: A Life in the Japanese Underworld》（2016年）
- 《Pay the Devil in Bitcoin: The Creation of a Cryptocurrency and How Half a Billion Dollars of It Vanished from Japan》（2017年）

## 外部連結
- Japan Subculture Research Center (Official site)
- 傑克·阿德爾斯坦的X（前Twitter）
- Profile （页面存档备份，存于）, Goodreads.com; accessed September 22, 2014.
- 傑克·阿德爾斯坦的LinkedIn页面